# Ties That Bind
Ties that Bind es una película dramática de 2011 dirigida por Leila Djansi y protagonizada por Kimberly Elise, Omotola Jalade Ekeinde y Ama Abebrese. Fue nominada en 21 categorías en los Ghana Movie Awards 2011 y ganó 9 premios. Recibió 7 nominaciones en la octava edición de los Africa Movie Academy Awards y finalmente ganó el premio en la categoría Achievement in Screenplay.

## Elenco
- Kimberly Elise como Theresa Harper
- Ama Abebrese como Buki Ocansey
- Omotola Jalade Ekeinde como Adobea Onyomena
- John Dumelo como Lucas Morison
- Ebbe Bassey como Maa Dede
- Kofi Adjorlolo
- Fiifi Coleman como Eddie
- Eddie Nartey
- Acuario Khareema
- Randall Batinkoff como Dan Dubick
- David Dontoh
- Dave Harper
- Paulina Oduro
- Kofi Middleton
- Fred Amugi
- Okyeame Kwame
- Grace Nortey

## Recepción
Recibió críticas en su mayoría positivas, especialmente por su actuación y dirección. Nollywood Reinvented le dio una calificación del 79% y escribió sobre la transición del guion: "Una cosa es escribir una historia, cualquier historia... cualquiera puede hacerlo... una vez... y ese es el final de mi historia. Pero es un juego de pelota completamente diferente construir una historia en la que cada pequeño detalle se une. Una historia como esta es una en la que los personajes no necesitan decirnos qué sentir, lo sientes de todos modos".